# Cyril Chapuis
Cyril Chapuis, né le 21 mars 1979 à Lyon, est un footballeur français évoluant au poste d'attaquant.

## Biographie

### Enfance et formation
Cyril Chapuis est le fils d'un footballeur passé par le centre de formation du FC Sochaux n'ayant pas percé au haut niveau à cause d'une blessure au genou. Enfant, Cyril souhaite déjà faire du football son métier. Il débute à l'ASPTT Lyon et la voie professionnelle passe par tous les clubs sauf l'Olympique lyonnais, adversaire local de l'ASPTT. Faute d'équipe de moins de quinze ans à « la Poste », Cyril doit partir. Trop petit, il est recalé par les plus grands centres de formation.
Seul l'Olympique d'Alès en Cévennes et René Cédolin lui donne sa chance. Loin de ses parents, l'aventure alésienne commence et très vite l'expérience tourne à la galère. Cyril connaît de nombreux pépins physiques, se cassant deux fois le bras et ne jouant presque pas pendant ses trois années à Alès. Il décide de rebondir ailleurs. Alors que le FC Nantes et le Montpellier HSC le sollicitent, l'adolescent choisit les Chamois niortais.
Les Chamois niortais sont le seul club qui lui propose un contrat d'aspirant et il y retrouve René Cédolin, responsable du centre de formation depuis un an. À Niort, en deux mois, le jeune homme prend douze centimètres et une dizaine de kilos. Puis, convaincu de ses qualités techniques, Cédolin le fait passer du poste de meneur de jeu à celui d'attaquant. Au centre de formation, Chapuis sympathise avec Peguy Luyindula dont leur complémentarité fait des étincelles sur le terrain. Malgré quelques écarts de conduite, Chapuis est appelé dans le groupe professionnel dirigé par Albert Rust. Il fait deux apparitions en Division 2 lors de la saison 1998-1999 mais l'expérience est sans suite et Cyril termine la saison avec l'équipe réserve de Division d'Honneur. Rempli de doutes, il ne rejoue en D2 que la saison suivante.

### Débuts professionnels
Intégré définitivement à l'équipe première pour la saison 1999-2000, c'est alors que son talent commence à percer. Puissant, rapide, technique et adroit devant le but, Chapuis est sur les tablettes de plusieurs équipes de Division 1. Parmi les clubs français, Stade rennais mais aussi Bordeaux, Nantes et Saint-Étienne essayent de le recruter, sans parler des étrangers Bologne et le Kaiserlautern de son idole Youri Djorkaeff. Mais Niort ne veut pas laisser filer son gaucher de feu et les relations avec ses dirigeants se dégradent rapidement. Cyril Chapuis ne cède pas et finit par signer à Rennes.
Il choisit le Stade rennais pour sa tendance à donner sa chance aux jeunes, malgré un faible pour l'AS Saint-Étienne qu'il refuse à cause de ses origines lyonnaises. Il est farouchement décidé à réussir lorsqu'il arrive à Rennes. Malgré un statut de remplaçant, il compte disputer une quinzaine de matchs et intégrer l'équipe de France espoirs. Il profite du manque de préparation et des défaillances des Sud-Américains du Stade rennais pour gagner la confiance de Paul Le Guen et s'impose en Division 1. Il dispute son premier match le 29 juillet 2000 dans sa ville natale contre l'Olympique lyonnais. Aiguillé par Bernard Lama qui le renseigne avant chaque match sur le gardien adverse, il devient le meilleur buteur de l'équipe et s'impose comme titulaire au point de voir son contrat prolongé jusqu'en 2004. Après seulement deux matchs, il est appelé par Raymond Domenech avec les Espoirs pour un match en Russie le 16 août 2000. Rentré à la place de Luyindula à la mi-temps, il ne manque ensuite plus un rendez-vous des Bleuets.

### Espoir déchu
L'Olympique de Marseille l'acquiert pour 5,5 M€ après un passage convaincant d'une saison et demi à Rennes. Cependant, il ne s'impose pas à l'OM du fait de son faible rendement. Son seul fait d'armes notable est un doublé inscrit sur la pelouse de Rennes le 24 août 2002.
Il est ensuite prêté la première moitié de saison 2003-2004 en Angleterre, dans le club de Leeds United, puis pour la fin de saison au RC Strasbourg et enfin une saison à l'AC Ajaccio
Chapuis s'engage au FC Bruxelles et au Grenoble Foot, sans jamais réellement s'imposer. 
Par la suite, il signe en janvier 2008 en faveur du FC Metz, mais à la fin de la saison 2008-2009, son contrat n'est pas renouvelé. Il se retrouve sans club et met sa carrière entre parenthèses.
Le 1er novembre 2012, il s'engage jusqu'à la fin de la saison avec le FC Bourg-Péronnas, équipe de National.

## Statistiques
Cyril Chapuis dispute un total de 123 matchs en Ligue 1, 56 matchs en Ligue 2, 29 matchs en National, et 1 match en Premier League, sans oublier 4 matchs en Coupe Intertoto.

## Palmarès
- Finaliste du championnat d'Europe espoirs 2002 avec l'équipe de France espoirs